# Степанець Павло Миколайович
Павло Миколайович Степанець (26 травня 1987, Городня, Чернігівська область) — український футболіст, захисник російського клубу «Факел». Екс-гравець молодіжної збірної України.

## Біографія
Павло Степанець розпочав займатися футболом в Бобровиці, після чого обдарованого хлопця залучили до навчання в Республіканському вищому училищі фізичної культури, що знаходиться в Києві. В спортінтернаті його тренерами були — В. В. Пономарьов та В. Г. Киянченко. У ДЮФЛ України в 2000–2002 роках грав за команду РВУФК — 45 матчів (10 голів).
16-річним поїхав на перегляд у московський ЦСКА і підписав з клубом контракт. У складі армійців став півфіналістом Кубка чемпіонів Співдружності 2007 року.
2006 року провів в оренді клубу Першого дивізіону «Спартак» Нижній Новгород. Наступний рік був в оренді в другій команді київського «Динамо». Тоді Степанцю пропонували прийняти російське громадянство, але він відмовився. Сезони 2009–2010 провів в «Уралі». У сезоні 2011/2012 виступав за Саранську «Мордовію». 
5 липня 2013 року Павло підписав дворічний контракт із «Уфою». У Прем'єр-лізі дебютував в 1-му турі чемпіонату Росії 2012/2013 в домашньому матчі проти московського «Локомотива». У травні 2014 року стало відомо, що Павло Степанець отримав російське громадянство.
В червні 2015 року став гравцем воронізького «Факела», що виступав у першості ФНЛ.

### Збірна
Провів 2 матчі у складі молодіжної збірної України. В подальшому виявляв бажання виступати і за українську національну збірну.

## Досягнення
- Переможець першого дивізіону чемпіонату Росії: 2012.